# Natalka Sniadanko
Natalka Volodymyrivna Sniadanko (em ucraniano: Наталка Володимирівна Сняданко) é uma escritora, jornalista e tradutora ucraniana. Ela ganhou o Prémio Literário Joseph Conrad Korzeniowski em 2011.
Natalka Sniadanko nasceu em Lviv, Ucrânia, onde actualmente reside e viveu a maior parte da sua vida. Sniadanko estudou língua e literatura ucraniana na Universidade de Lviv e Estudos Eslavos e Renascentistas na Universidade de Friburgo.
O seu romance de estreia, Coleção de Paixões (Колекція пристрастей), foi publicado em 2001. Ela escreveu sete romances. O seu romance Frau Müller não deseja pagar mais foi indicado para o Livro do Ano da BBC Ucrânia. As obras de Sniadanko foram traduzidas para onze idiomas, incluindo inglês, espanhol, alemão, polonês, húngaro, checo e russo.
Ela traduz romances e peças de teatro do alemão e do polaco para o ucraniano. Sniadanko traduziu as obras de escritores, incluindo Franz Kafka, Max Goldt, Gunter Grass, Zbigniew Herbert, Czesław Miłosz.
Como jornalista, o seu trabalho apareceu no Süddeutsche Zeitung e em tradução no The New York Times, The Guardian, The New Republic e The Brooklyn Rail. Em The New Republic, Sniadanko escreveu sobre o início do Euromaidan em Maidan.
Sniadanko apareceu no documentário de televisão Mythos Galizien - Die Suche nach der ukrainischen Identität.

## Obras
- Колекція пристрастей (2001) (Coleção de Paixões)
  - Coleção de Paixões ou As Aventuras e Desventuras de uma Jovem Ucraniana (2010)
- Сезонний позпродаж блондинок (2005) (Venda sazonal de loiras)
- Синдром стерильності (2006) (Síndrome de Esterilidade)
- Чебрець у молоці (2007) (Tomilho no leite)
- Комашина тарзанка (2009)
- Гербарій коханців (2011) (Herbário dos Amantes)
- Фрау Мюллер не налаштована платити більше (2013) (Frau Müller não deseja pagar mais)
- Охайні прописи ерцгерцога Вільгельма (2017) (livros de exercícios comuns do arquiduque Guilherme)
- Перше слідство імператриці (2021) (A primeira investigação da Imperatriz)